# Chemin faisant...
 (juillet 2017).
Si vous disposez d'ouvrages ou d'articles de référence ou si vous connaissez des sites web de qualité traitant du thème abordé ici, merci de compléter l'article en donnant les références utiles à sa vérifiabilité et en les liant à la section « Notes et références ».
Albums de Sedrenn
De l'autre côté
(1999)
Chemin faisant... est le premier album du groupe de musique celtique franco-grec Sedrenn, sorti en 1996 sous le label Keltia Musique.

## Liste des titres
| 1.    | Flatbush                                     | 4:49 |
| 2.    | Labour Song                                  | 2:47 |
| 3.    | Suite de Loudeac                             | 6:46 |
| 4.    | Marzin en e Gavell                           | 4:03 |
| 5.    | Hornpipes                                    | 5:27 |
| 6.    | Gloomy Winter's Noo Awa                      | 4:40 |
| 7.    | Aux Chauffeurs d'Automobile                  | 2:25 |
| 8.    | My Love is a band boy                        | 3:24 |
| 9.    | Tango à Véro                                 | 3:45 |
| 10.   | Intanvez ar Moraer                           | 3:39 |
| 11.   | Mazurka Polonaise                            | 2:34 |
| 12.   | Bennachie Sunrise / Willie's trip to Toronto | 4:34 |
| 13.   | Le Déserteur                                 | 5:05 |
| 53:58 |                                              |      |

## Membres du groupe
- Cristine Mérienne : harpe celtique, chant
- Elisa Vellianiti : harpe celtique, chant
- Arnaud Rüest : guitare
- David Rusaouen : percussions
- Thierry Runarvot : contrebasse
- Pierre Stéphan : violon
- Bernard Simard : pieds